# Гольяновский проезд
Голья́новский прое́зд — улица на востоке Москвы в Басманном районе между Семёновской набережной и Госпитальным Валом.

## Происхождение названия
Получил название 20 сентября 1955 года по соседней Гольяновской улице. Улица же была названа по проживанию там выходцев из бывшего подмосковного села Гольяново (сейчас одноимённый район в Восточном административном округе).

## Описание
Гольяновский проезд начинается, отходя под острым углом от Семёновской набережной чуть севернее Гольяновской улицы, проходит на север к платформе «Электрозаводская» Казанского направления, поворачивает на юго-восток вдоль железнодорожных путей и выходит на улицу Госпитальный Вал.

## Здания и сооружения
По нечётной стороне:
- № 3а — электрическая подстанция № 179 «Черкизово»;
- № 5 — двухэтажный жилой дом довоенной постройки, законсервирован с конца 2010-х.

По чётной стороне:
- № 4а — 9-этажный многоквартирный жилой дом, единственный с чётным номером.